# Постольненский сельский совет (Сумский район)
Постольненский сельский совет (укр. Постольненська сільська рада) — входит в состав Сумского района Сумской области Украины.
Административный центр сельского совета находится в селе Постольное.

## Населённые пункты совета
- Постольное
- Бурчак
- Лекарское
- Степаненково